# Nicolás Suárez Callaú
Pour les articles homonymes, voir Suárez.
Nicolás Suárez Callaú (1851 Santa Cruz de la Sierra - 1940 Cachuela Esperanza) est un magnat bolivien ayant établi un empire commercial du caoutchouc en Amérique du Sud au début du XXe siècle.

## Biographie
Suárez  nait à Santa Cruz de la Sierra le 10 septembre 1851 et passe son enfance à Trinidad dans le Beni. Jeune adulte, il s'installe à Reyes au sud-est du Beni, se lançant dans le commerce du quinquina. À la suite du déclin de ce commerce et de la croissance de la culture du caoutchouc (boom du caoutchouc), il se lance dans l'exploitation de l'hévéa. En vingt ans, il parvient à contrôler 60 % de la production bolivienne. Au début du XXe siècle, alors qu'il est devenu richissime, il établit le siège de son empire commercial à Cachuela Esperanza qui est fondée entre Riberalta et Guayaramerín sur un site où le Río Beni est coupé par des rapides, ce qui impose une rupture de charge. Là travaillent 2 000 employés supervisant des milliers de seringueros récoltant la sève des hévéas sur les 64 000 km2 ayant été concédés à Suárez par le gouvernement bolivien. Ce territoire s'étend entre Cobija, Porvenir, Guayaramerín, Riberalta et Villa Bella.
De même que Simon I. Patiño, le magnat bolivien de l'étain, Suárez parvient à son apogée à contrôler tout le circuit de production et de commercialisation du caoutchouc, son empire commercial a des ramifications dans l'Acre, à Manaus, Belém, Londres et les États-Unis. Il possède 50 000 têtes de bétail et six bateaux à vapeur.
Durant la guerre de l'Acre (1899-1903) qui oppose la Bolivie à des seringueros brésiliens puis à l'armée de ce pays pour le contrôle de l'immense territoire de l'Acre, il forme une armée privée nommée colonne Porvenir composée de ses employés et combat les irréguliers brésiliens à Bahía (actuellement Cobija). Sa contribution à la défense de l'actuel département de Pando est fondamentale.
Dans les années 1920, son empire commence à décliner pour totalement disparaitre dans les années 1940, victime, comme le reste de la production sud-américaine, de la concurrence asiatique et de l'invention du caoutchouc synthétique.
Il meurt à Cachuela Esperanza le 9 janvier 1940 à l'âge de 88 ans.